# رسم العبد، ادلب
رسم العبد (به عربی: رسم العبد) یک روستا در سوریه است که در ناحیه سنجار واقع شده‌است. رسم العبد ۴۱۴ نفر جمعیت دارد.